# Ce formidabilă harababură
Ce formidabilă harababură (franceză: Ce formidable bordel !) este o piesă de teatru scrisă în limba franceză de Eugen Ionescu.  A avut premiera la 10 noiembrie 1973 la Théâtre Moderne, fiind pusă în scenă de Jacques Mauclair.

## Personaje
- Personajul[1][2]
- Proprietăreasa
- Doamna cu cățelușul
- Lucienne
- Domnul cu bastonul
- Portăreasa, Fiica portăresei
- Soțul Doamnei cu cățelușul
- Agnes
- Patronul bistroului
- Jacques Dupont
- Pierre Ramboul
- Patronul firmei
- Domnul bătrân
- Domnul tânăr
- Casiera
- Tânăra
- Revoluționarii

## Adaptări
- 2006 - Ce formidabilă harababură, Teatrul de Comedie, București, regia Gelu Colceag (regizorul a adaptat și reinterpretat textul lui Ionescu), cu actorii Marius Florea Vizante, Virginia Mirea, Gabriela Popescu, Valentin Teodosiu, Delia Seceleanu, Mihaela Teleoaca, Gheorghe Dănilă, Florin Dobrovici, Sandu Pop, Dragoș Huluba, Eugen Racoti, Raluca Rusu, Teodora Stanciu, Marius Drogeanu, Simona Stoicescu/Andreea Samson, Angel Popescu, Domnita Iscru, Mirela Zeta, Andreea Samson, Beatrice Peter, Aurelian Barbieru, Gabriel Calinescu, Vlad Logigan.